# Lærke Møller

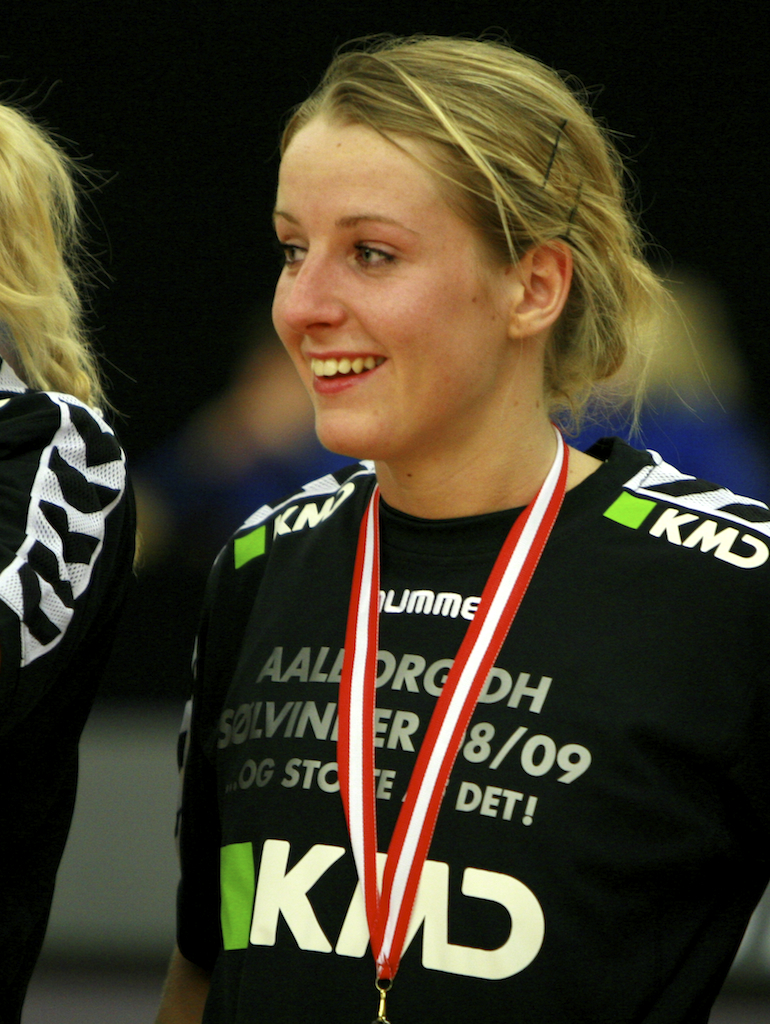
Le 30 mai 2009 avec Aalborg DH.

Lærke Winther Møller, née le 14 janvier 1989 à Aalborg, est une handballeuse internationale danoise. Elle évolue au poste de demi-centre dans le club de Team Esbjerg.
En 2009, elle est élue meilleure joueuse du championnat du Danemark.
Elle met un terme à sa carrière à l'issue de la saison 2017-2018.

## Palmarès

### Club
compétitions internationales
- vainqueur de la coupe EHF en 2011 (avec FC Midtjylland Håndbold) et 2015 (avec Team Tvis Holstebro) ;
- vainqueur de la coupe d'Europe des vainqueurs de coupe en 2016 (avec Team Tvis Holstebro).

compétitions nationales
- championne du Danemark en 2011 et 2013 (avec FC Midtjylland Håndbold)
- vainqueur de la coupe du Danemark en 2012 (avec FC Midtjylland Håndbold) et 2018 (avec Team Esbjerg)

### Sélection
autres
- finaliste du championnat du monde junior en 2008
- vainqueur du championnat d'Europe junior en 2007[5]

### Distinctions individuelles
- élue meilleure joueuse du championnat du Danemark en 2009